# Institut de France
Cet article possède un paronyme, voir Institut français.
L'Institut de France est une institution française créée en 1795. Il rassemble les élites scientifiques, littéraires et artistiques de la nation afin qu'elles travaillent ensemble à perfectionner les sciences et les arts, à développer une réflexion indépendante et à conseiller les pouvoirs publics. Cela lui vaut le surnom de « Parlement du monde savant ». Il est placé sous la protection du chef de l'État et siège quai de Conti, dans le 6e arrondissement de Paris.
Il regroupe cinq académies, dont les réunions solennelles ont lieu en habit vert sous la coupole de l'ancien collège des Quatre-Nations qui l'abrite :
- l'Académie française (40 membres) ;
- l'Académie des inscriptions et belles-lettres (55 membres) ;
- l'Académie des sciences (250 membres âgés de moins de 75 ans, à ceux-ci s'ajoutent ceux qui ont dépassé les 75 ans) ;
- l'Académie des beaux-arts (67 membres) ;
- l'Académie des sciences morales et politiques (50 membres).

Habilité à recevoir des legs et donations, l'Institut abrite de nombreuses fondations qui sont mécènes de la recherche et de la création à travers la remise de prix, bourses et subventions, ainsi que les gardiennes d'un important patrimoine de propriétés et collections léguées depuis la fin du XIXe siècle.

## Histoire

### Histoire de l'institution
La République ayant supprimé les académies royales, la Constitution de l'an III (article 298) établit en 1795 :

« Il y a pour toute la République un Institut national chargé de recueillir les découvertes, de perfectionner les arts et les sciences. »

La loi sur l'organisation de l'instruction publique du 3 brumaire an IV (25 octobre 1795) organise un « Institut national des sciences et des arts » pour « perfectionner les sciences et les arts par les recherches non interrompues, par la publication des découvertes, par la correspondance avec les sociétés savantes et étrangères, suivre les travaux scientifiques et littéraires qui auront pour objet l'utilité générale et la gloire de la République ». Une autre loi, le 15 germinal an IV (4 avril 1796), précise le règlement de la nouvelle institution, et notamment le détail de ses activités (séances de travail, séances publiques, attribution de prix).
Cet Institut est alors occupé par les idéologues, groupe animé par Destutt de Tracy qui s'oppose aux anciens Académiciens, veut instaurer une science des idées et dissiper les mythes et l'obscurantisme, conditionnant les idées du Directoire puis concourant à mettre en place Bonaparte.
Puis l'Institut est divisé en trois classes :
1. classe des sciences physiques et mathématiques, comptant deux présidents, un pour les sciences physiques, un pour les sciences mathématiques (10 sections) ;
2. classe des sciences morales et politiques (6 sections) ;
3. classe de littérature et des beaux-arts (8 sections).

Cependant la classe des sciences morales et politiques apparaissait manquer de loyalisme envers le régime du Consulat. L'arrêté des consuls du 23 janvier 1803 (3 pluviôse an XI), supprime la classe des sciences morales et politiques et divise la troisième classe en trois. Les quatre classes sont désormais :
1. la classe des sciences physiques et mathématiques ;
2. la classe de langue et littérature françaises ;
3. la classe des langues anciennes et d'histoire ;
4. la classe des beaux-arts.

En 1816, Louis XVIII, par l'intermédiaire de son ministre de l'Intérieur le comte de Vaublanc, réorganise l'Institut par son ordonnance du 21 mars, réorganisation qui sert d'ailleurs de prétexte à exclure certains de ses membres après la réception d'une lettre de Jean Baptiste Antoine Suard, secrétaire perpétuel de l'Académie française, dans laquelle il dénonce « un esprit révolutionnaire ». Le nom d'« Académie » est à nouveau employé pour désigner les différentes classes : les titres d'« Académie française », d'« Académie des inscriptions et belles-lettres » et d'« Académie des sciences » sont rétablis, tandis que la quatrième classe prend le nom d'« Académie des beaux-arts ». En rétablissant, par ordonnance du 26 octobre 1832, l'« Académie des sciences morales et politiques », Louis-Philippe donne à l'Institut sa configuration actuelle.

### Histoire du bâtiment

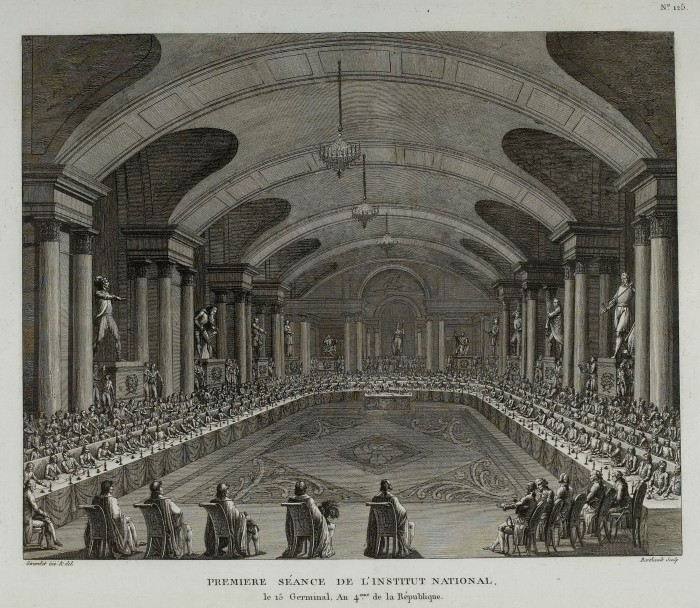
Première séance de l'Institut national le 4 avril 1796, gravure d'après Jean Girardet, Vizille, musée de la Révolution française.

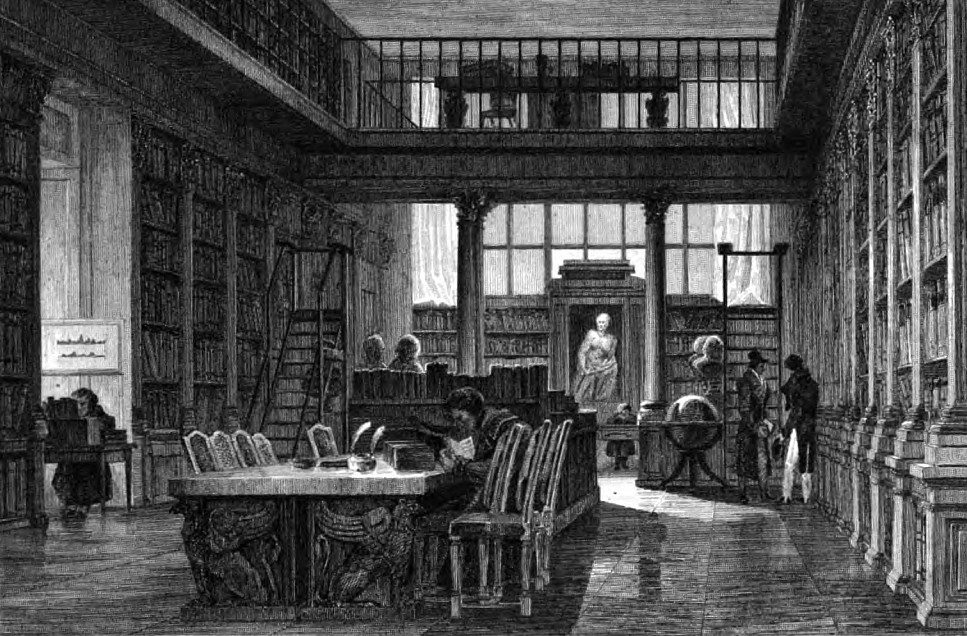
Bibliothèque de l'Institut de France (1835), gravure d'Augustin François Lemaître, Dictionnaire de l'Académie française.

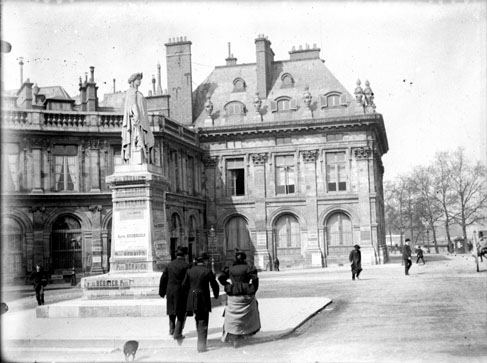
Esplanade devant l'Institut de France, quai de Conti, Paris, avril 1898, photographie d'Eugène Trutat. Toulouse, bibliothèque d'étude et du patrimoine.

En 1661, dans son testament et grâce à sa grande fortune, le cardinal Mazarin demande la fondation sous Louis XIV, d'un collège destiné à l'instruction gratuite de soixante gentilshommes des quatre nations réunies à l'obédience royale par les traités de Westphalie en 1648 et le traité des Pyrénées en 1659, qui sont : l'Artois, l'Alsace, Pignerol et le Roussillon (avec la Cerdagne). Colbert charge alors Louis Le Vau de dresser les plans du collège au niveau de la cour carrée du Louvre de l'autre côté de la Seine. Les travaux de construction s'étalèrent entre 1662 et 1688. L'inscription sur la façade "IVL. MAZARIN. S.R.E. CARD. BASILICAM.ET.GYMNAS.F.C.A.M.D.C.L.X.I" signifie « Jules Mazarin, cardinal de la sainte église romaine catholique, a ordonné de construire cette église et ce collège en 1661 ». En 1796, le bâtiment accueille l'une des trois écoles centrales de Paris, sous le nom d’« École centrale des Quatre-Nations ». L’École est fermée en 1802, et en 1805, à la demande de Napoléon Ier, l'Institut de France, initialement installé au Louvre, s'installe dans le collège. L'architecte Antoine Vaudoyer (1756-1846) transforme la chapelle en salle pour les séances des académies.
Au XIXe siècle dans la deuxième cour une aile est ajoutée, reliant les deux pavillons existants. Elle est inaugurée en 1846 et prendra le nom de l'architecte qui l'a conçue Hippolyte Le Bas. Elle abrite deux salles des séances de travail, utilisées pour les séances ordinaires des Académies. Le bâtiment est classé monument historique depuis 1862.
Dans le cadre d'un projet de construction d'un auditorium, l'Institut national de recherches archéologiques préventives (Inrap) est intervenu de septembre à décembre 2015 : ses fouilles ont mis au jour un tronçon de l'enceinte de Philippe Auguste comprenant le mur de courtine, une tour et un fossé, ce dernier datant du règne de Charles V.
Ce site est desservi par les stations de métro Pont-Neuf, Louvre - Rivoli et Odéon.

## Organisation

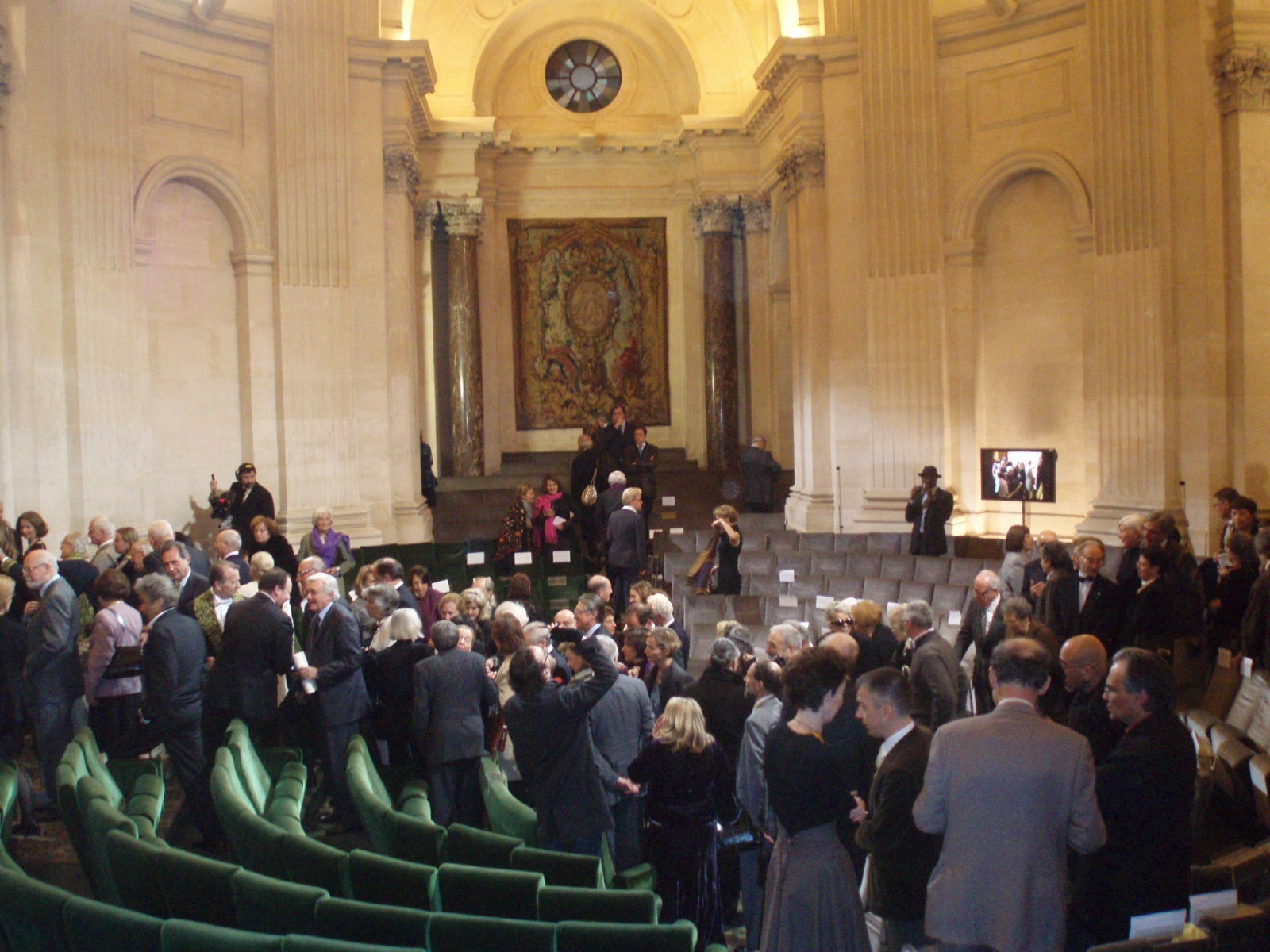
La Coupole, où se réunissent les académiciens lors des séances publiques.

L'Institut de France et ses académies sont désormais soumis au titre IV de la loi de programme no 2006-450 pour la recherche du 18 avril 2006. Cette loi dispose que l'Institut et les académies constituent des personnes morales de droit public à statut particulier. Le règlement général de l'institution a été approuvé par le décret no 2007-810 du 11 mai 2007.
Les organes de l'Institut sont :
- le chancelier, élu pour trois ans (renouvelables) par la commission administrative centrale, élection approuvée par un décret du président de la République ;
- la commission administrative centrale, composée des six secrétaires perpétuels[10] et de deux délégués élus par académie ;
- l'assemblée générale : elle est composée des membres titulaires de chaque académie, exception faite de l'Académie des sciences, qui délègue 50 membres ;
- des commissions techniques, des commissions spéciales et des jurys ;
- le bureau, composé du président, du chancelier, des secrétaires perpétuels, du directeur de l'Académie française et des présidents des autres académies ;
- le président, qui est chaque année successivement le président d'une des académies (le secrétaire perpétuel pour l'Académie française) ; il préside notamment la séance publique annuelle des Cinq Académies, qui a toujours lieu symboliquement le mardi le plus proche de la date de création de l'Institut (25 octobre), et depuis 2005 la séance de remise des prix des fondations de l'Institut, qui se tient en juin.
- Président pour 2025 : Coline Serreau.

Les instances les plus importantes pour le fonctionnement courant sont le chancelier et la commission administrative centrale. Le premier a autorité sur le personnel, est ordonnateur des recettes et dépenses, représente l'Institut dans les contrats et en justice. La commission administrative centrale exerce les fonctions d'assemblée délibérante en adoptant le budget et les décisions modificatives ainsi que d'autres dispositions financières, en réglant l'utilisation des locaux, etc.
L'Institut et ses académies sont soumis aux règles de la comptabilité publique. Ils disposent d'un comptable public qui porte le nom de « receveur des fondations ». Pour répondre à leurs besoins économiques, ils passent des marchés publics soumis aux règles en vigueur pour les personnes morales autres que l'État, et prévues dans le code de la commande publique, ainsi que le prévoit l'article R.2100-1 de ce code. Ils sont soumis au contrôle de la Cour des comptes.
Les membres des Académies sont élus à vie ; aucun texte n'existe pour l'abrogation. Le président de la République peut néanmoins par décret exceptionnel casser leurs élections. Cela concerna Philippe Pétain pour l'Académie française en 1945 et fut réclamé en 1989 par l'Académie des beaux-arts contre Claude Autant-Lara.

### Cinq académies
- Académie française fondée en 1635 par Richelieu.
- Académie des inscriptions et belles-lettres fondée en 1663 par Colbert.
- Académie des sciences fondée en 1666 par Colbert.
- Académie des sciences morales et politiques fondée en 1795 par la Convention.
- Académie des beaux-arts fondée en 1816 par Louis XVIII.

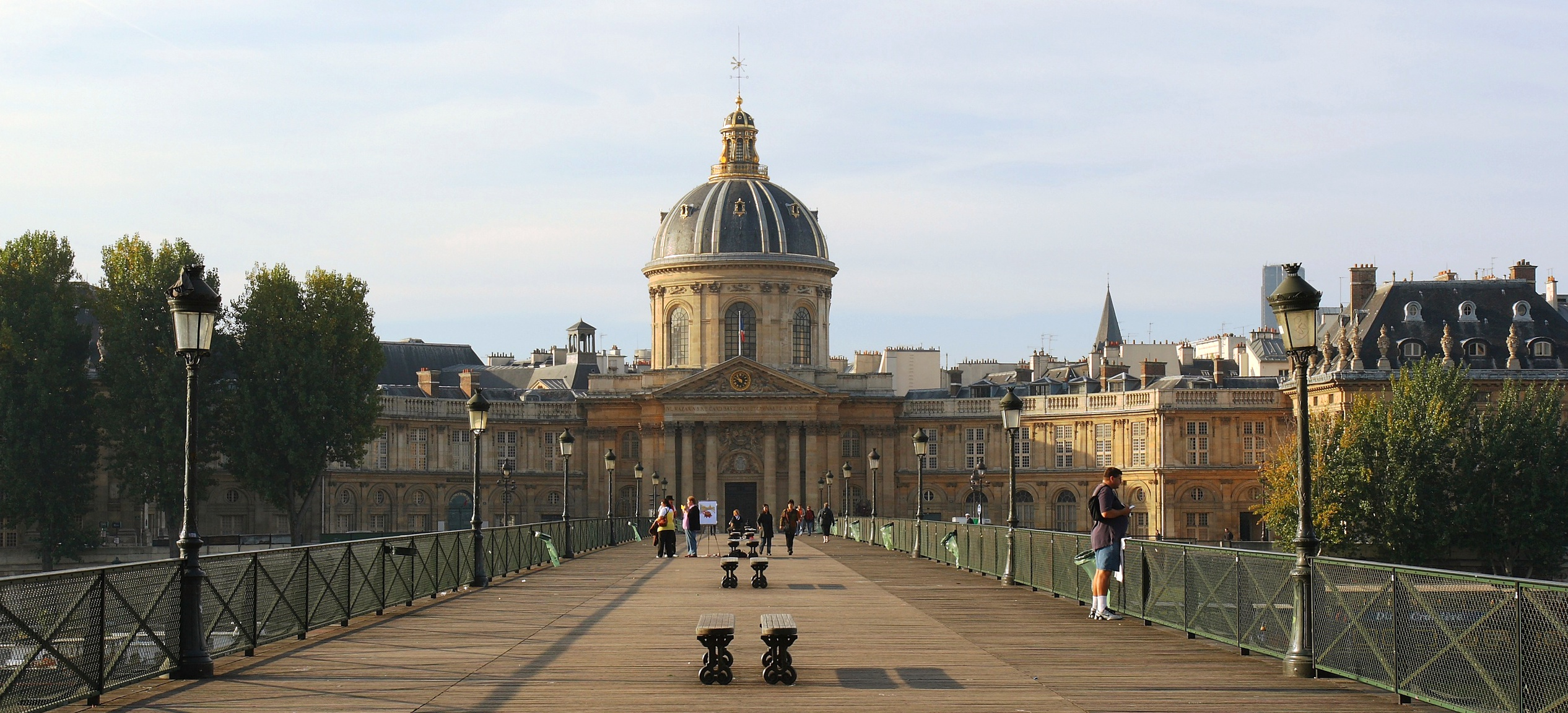
L'Institut de France vu du pont des Arts.
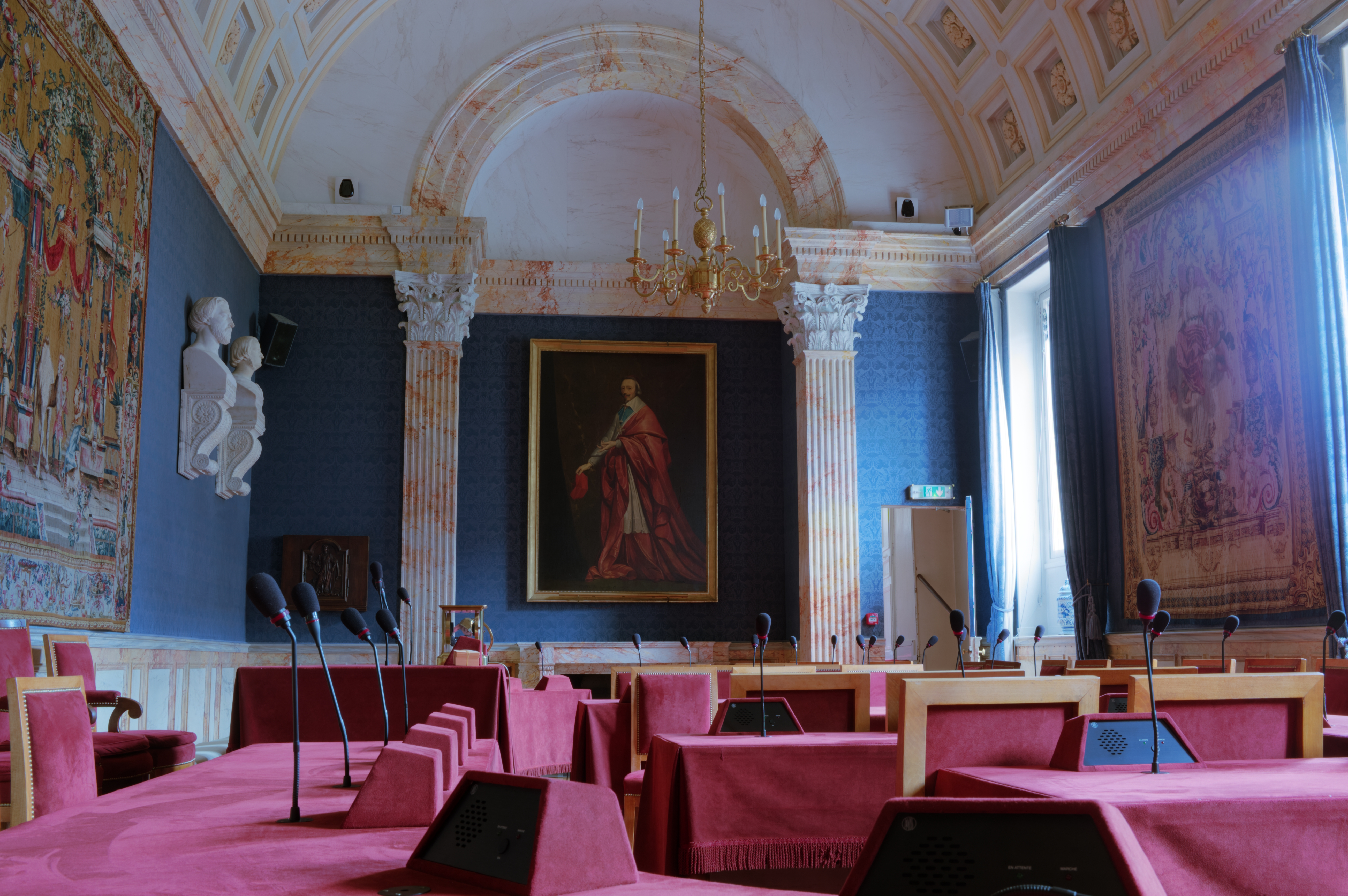
Petite salle des séances, occupée par l'Académie française.
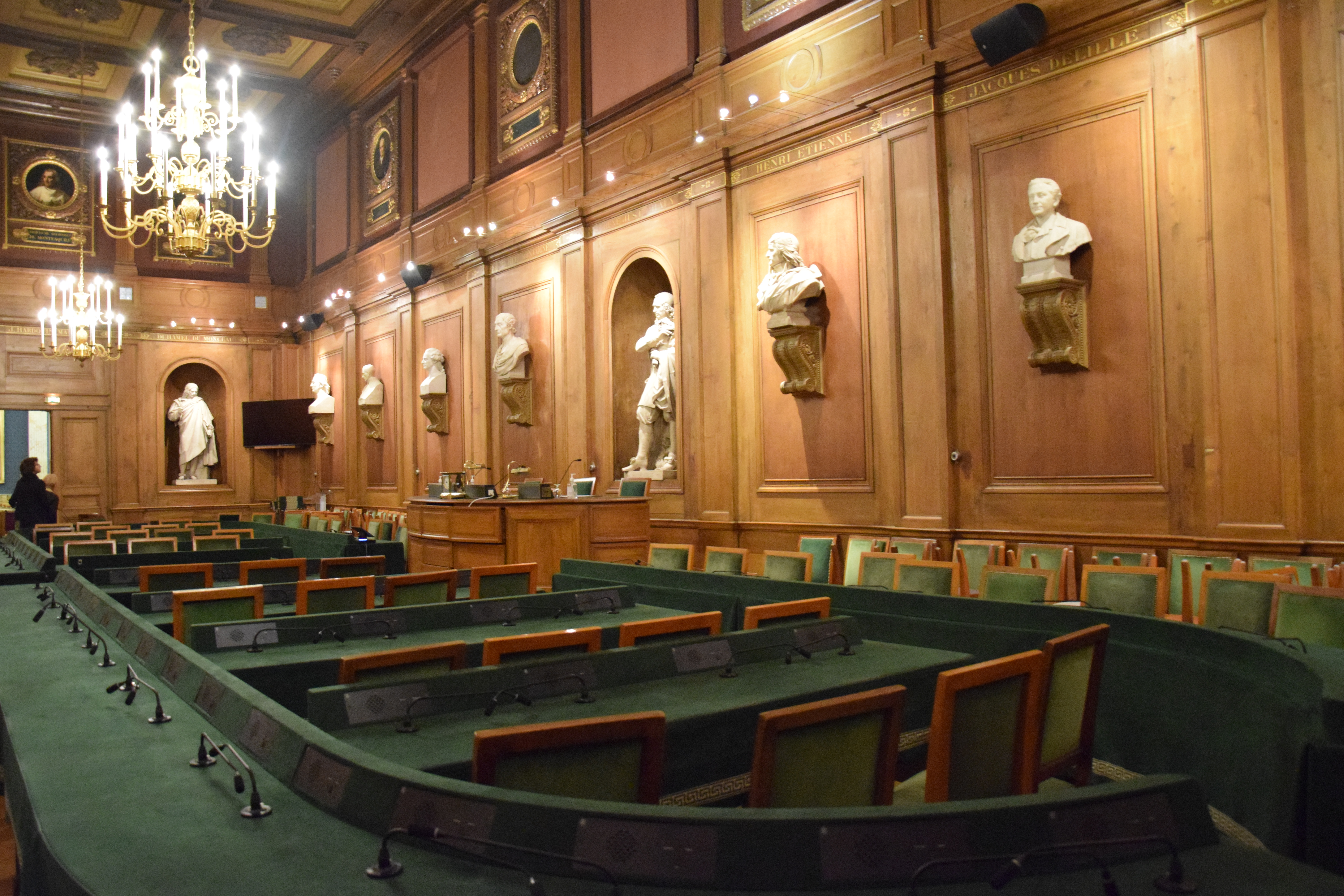
Grande salle des séances, occupée par les autres académies.
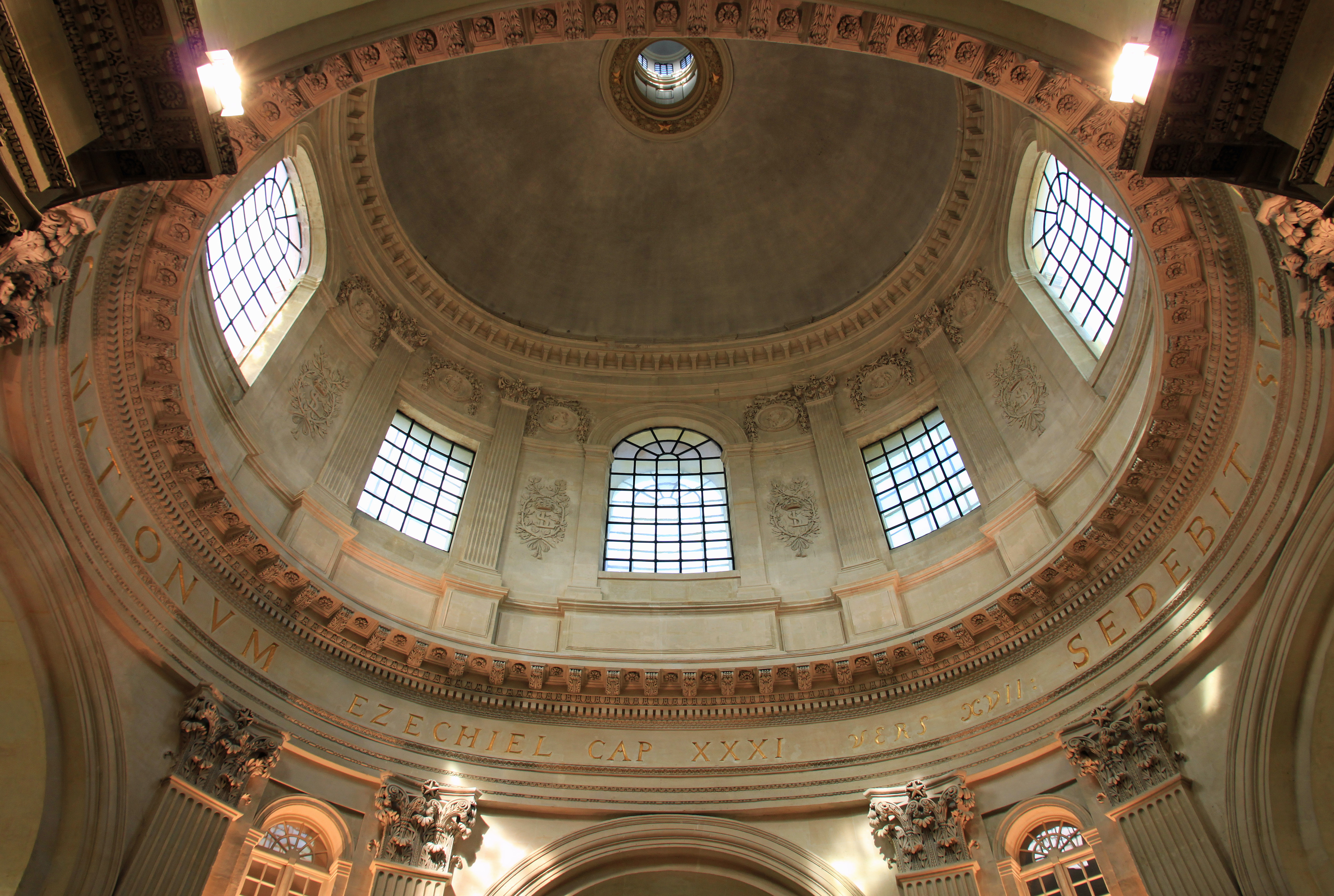
La coupole, de forme elliptique à l'intérieur.

### Secrétaires
- Henri Omont : 1917-1936.
- Louis Germain-Martin : 1937-1948.
- Lucien Lacaze : 1948-1952.

### Chanceliers
- François Albert-Buisson : 1953-1961.
- André François-Poncet : 1961-1964.
- Jacques Rueff : 1964-1978.
- Édouard Bonnefous : 1978-1993.
- Marcel Landowski : 1994-1999.
- Pierre Messmer : 1999-2005.
- Gabriel de Broglie : 2006-2017.
- Xavier Darcos : depuis 2018.

### Emblème
Le logo officiel de l'Institut de France représente le profil droit d'un portrait de la déesse Minerve, qui symbolise la sagesse, l'intelligence et la raison. Selon la mythologie romaine, Minerve est la fille de Jupiter. Protectrice de l'Institut de France et des cinq académies, cette déesse guerrière personnifie la vivacité de l'intelligence créatrice et préside à toutes les manifestations du génie humain. La forme ovale du logo est inspirée par celle de la coupole de l'Institut.

## Bibliothèques
De l'Institut dépendent quatre bibliothèques de recherche :
- la bibliothèque de l'Institut, à Paris ;
- la bibliothèque Mazarine, à Paris ;
- la bibliothèque de la Fondation Dosne-Bibliothèque Thiers, à Paris ;
- la bibliothèque du musée Condé, à Chantilly.

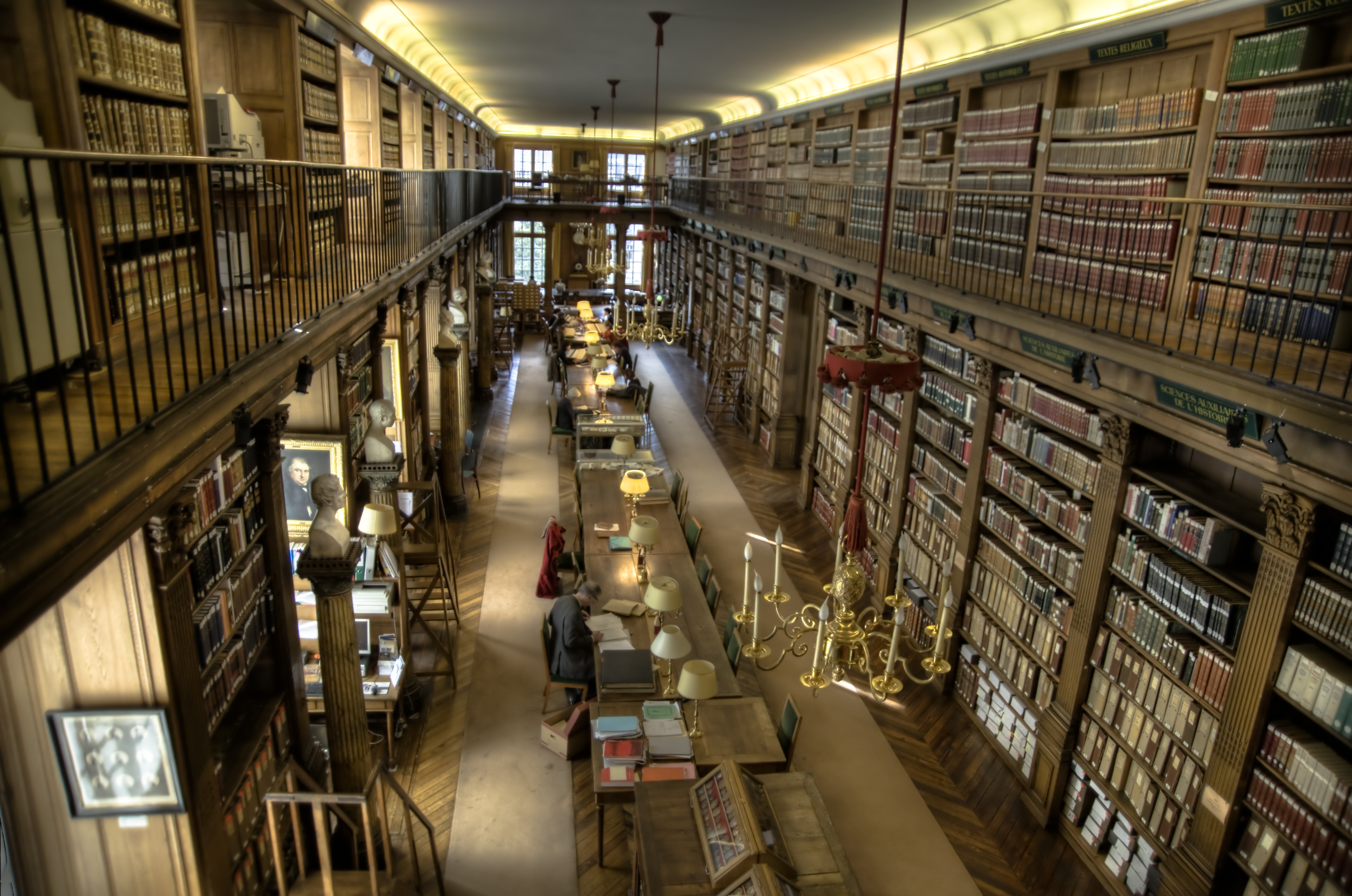
La Bibliothèque de l'Institut de France.
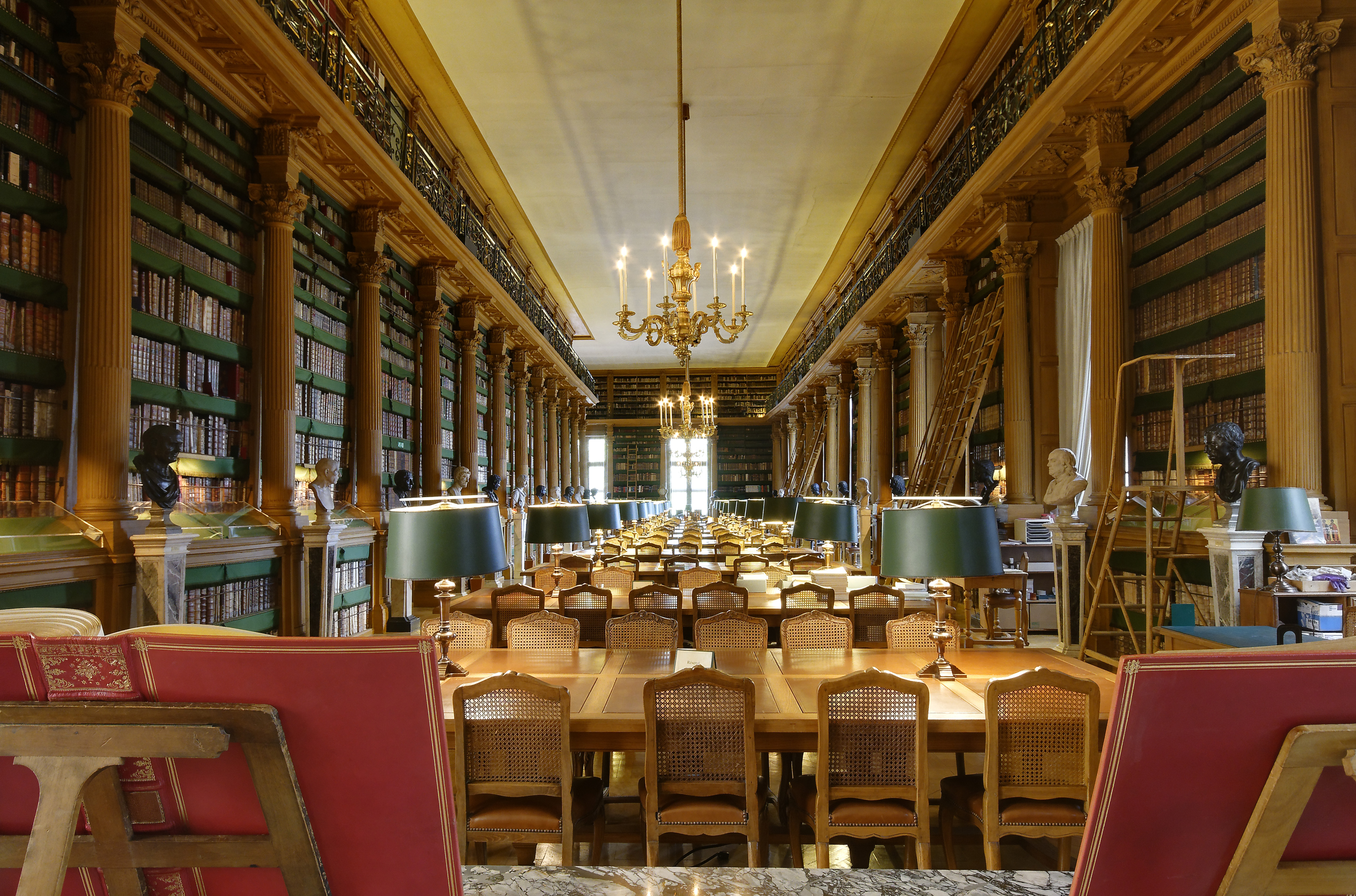
La bibliothèque Mazarine.

## Fondations

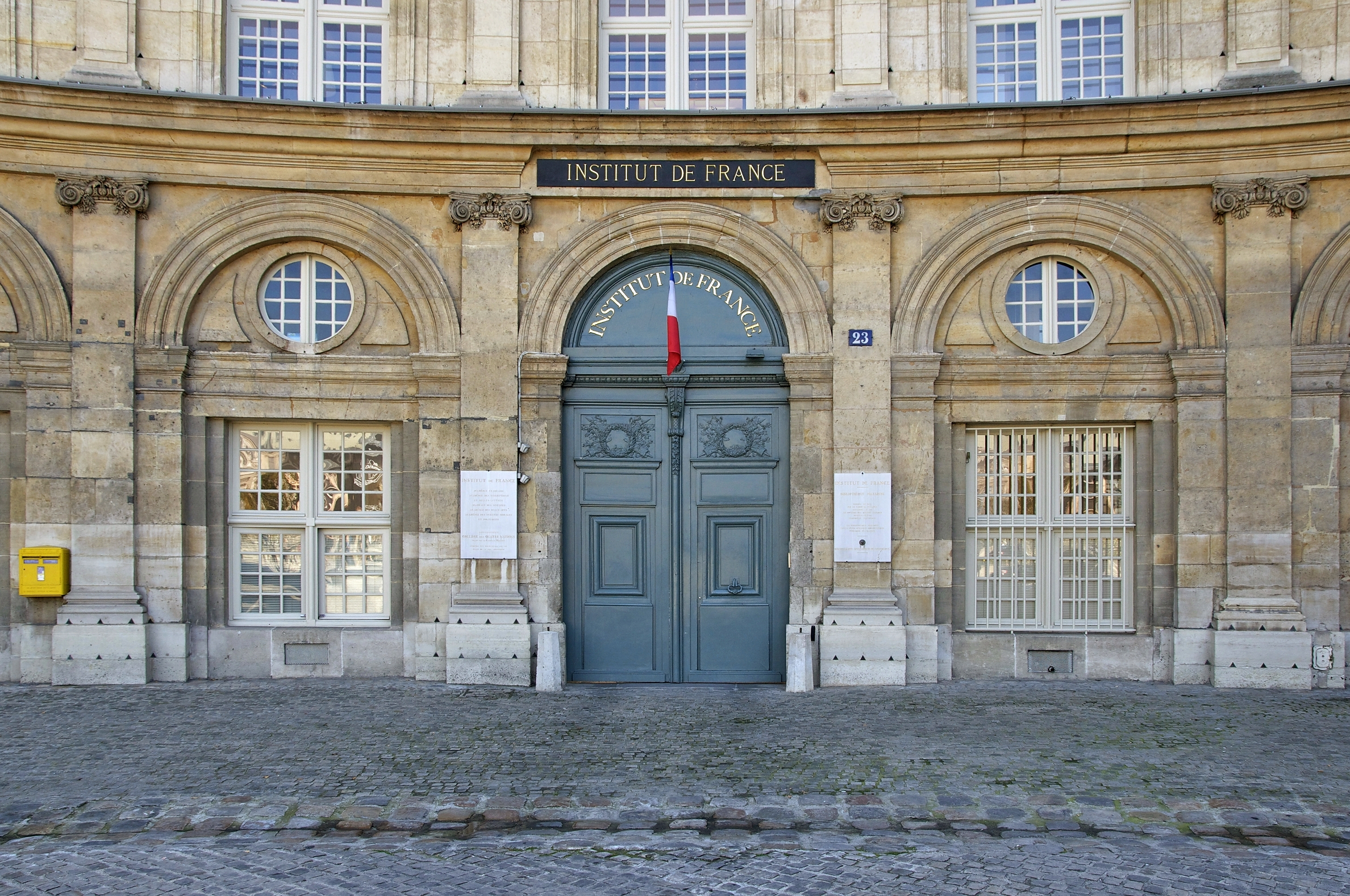
Entrée et plaques.

Plusieurs personnalités, le plus souvent des académiciens, ont effectué des dons ou des legs à l'Institut, sous la forme de propriétés, de châteaux, résidences, de biens immobiliers ainsi que des collections d'œuvres d'art. L'Institut de France a organisé ces legs sous la forme de fondations chargées de la gestion de ces biens.

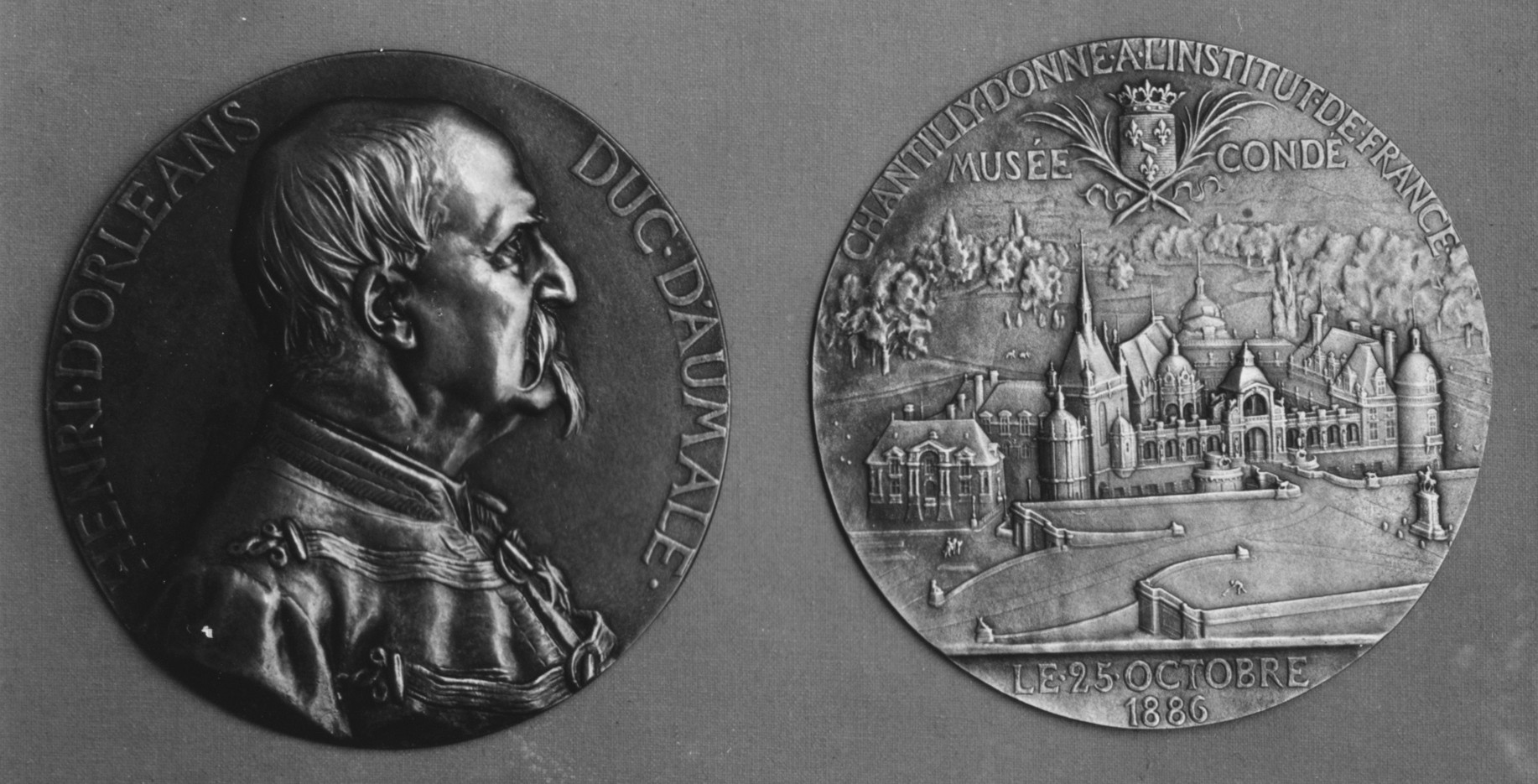
Jules Chaplain, Henri d'Orléans, duc d'Aumale. Chantilly donné à l'Institut de France (1886), médaille, New York, Metropolitan Museum of Art.

La plus importante et la plus ancienne est la fondation d'Aumale, créée à la suite du legs en 1886 effectué par Henri d'Orléans, devenu pleine propriété en 1897. Cette fondation est constituée du domaine de Chantilly qui comprend le château de Chantilly, les collections du musée Condé, la forêt de Chantilly ainsi que plusieurs biens immobiliers dans les environs de Chantilly. L'ensemble est géré par un administrateur et par un collège des conservateurs pour le musée Condé, constitué de trois académiciens de trois académies différentes. En 2005, l'Institut a délégué la gestion du château et des grandes écuries à la Fondation pour la sauvegarde du domaine de Chantilly, fondation de droit privé qui a bénéficié d'un important investissement de Karim Aga Khan IV.
D'autres legs ont suivi :
- en 1904, legs de Jacques Siegfried qui comprend le château de Langeais qui constitue la fondation Siegfried ;
- en 1905, legs de Félicie Dosne, qui comprend l'hôtel Thiers et sa bibliothèque, qui constituent la fondation Thiers ;
- en 1912, legs de Nélie Jacquemart, qui comprend l'hôtel du même nom à Paris (devenu depuis musée Jacquemart-André) et l'abbaye de Chaalis, dans l'Oise, qui constituent la fondation Jacquemart-André ;
- en 1919, legs Edmond de Rothschild, qui comprend la Maison de l'Institut de France à Londres, qui constitue la fondation Edmond de Rothschild ;
- en 1920, legs Joseph Astor, qui comprend le manoir de Kerazan ;
- en 1928, legs Théodore Reinach, qui comprend la villa Kérylos, entrée en pleine propriété en 1967, au sein de la fondation Théodore Reinach ;
- en 1997, legs André Bussinger, qui comprend le château de Braux-Sainte-Cohière, constituant la fondation André Bussinger et Braux-sous-Valmy.

D'autres propriétés ont été léguées directement aux académies : le château d'Abbadia par Antoine d'Abbadie d'Arrast en 1897 ainsi que la maison de Louis Pasteur à Arbois en 1992 au profit de l'Académie des sciences ; le musée Marmottan-Monet et la bibliothèque Marmottan par Paul Marmottan en 1932, la villa Ephrussi par Béatrice Ephrussi de Rothschild en 1934 et la maison Claude Monet à Giverny en 1966 au profit de l'Académie des beaux-arts ; et le château de Castries en 1985, vendu à la commune de Castries en 2013, au profit de l'Académie française.

### Fondations abritées
En plus de ces legs, l'Institut de France, à l'instar de la fondation Caritas ou de la fondation du judaïsme français, abrite différentes fondations, dont la fondation d'Aumale ou encore la fondation Kairos pour l'innovation éducative.

## Canal Académies
D'abord nommée Canal Académie, cette webradio est liée à l'Institut. Elle fut créée en janvier 2004 par Jean Cluzel, ancien parlementaire et secrétaire perpétuel de l’Académie des sciences morales et politiques de 1999 à 2004, avec le soutien de Pierre Messmer qui était alors chancelier de l'Institut. Elle commença à émettre le 26 janvier 2005. Depuis mai 2019, sous le nom de Canal Académies, elle est devenue un service à part entière de l'Institut de France, dont elle diffuse les activités (débats, séances, conférences, etc.). Son site est entièrement modernisé et réorganisé en juin 2021.

## Critiques
Dans un rapport de 2015, la Cour des comptes a vivement critiqué l'Institut de France pour des carences et irrégularités dans sa gestion, notamment « l'absence quasi-totale de règles formalisées » en matière d'attribution de primes et d'indemnités, de logements de fonction, certains attribués à vie, et la forte augmentation des salaires sur la période 2005-2013. D'une manière générale, les comptes de l'Institut manquent de transparence, contrairement aux autres établissements dépendant de l'État. L'association Anticor dénonce l'attribution par l'Institut de cinq logements de fonction à un ancien dirigeant.
Certains chercheurs ont également critiqué l'Académie des sciences pour avoir cédé la diffusion et la politique commerciale de ses comptes rendus à des éditeurs privés, au contraire de l'Académie des sciences américaine ou britannique. Depuis le 1er janvier 2020, les comptes rendus sont ouverts gratuitement au public.

## Vu par les peintres

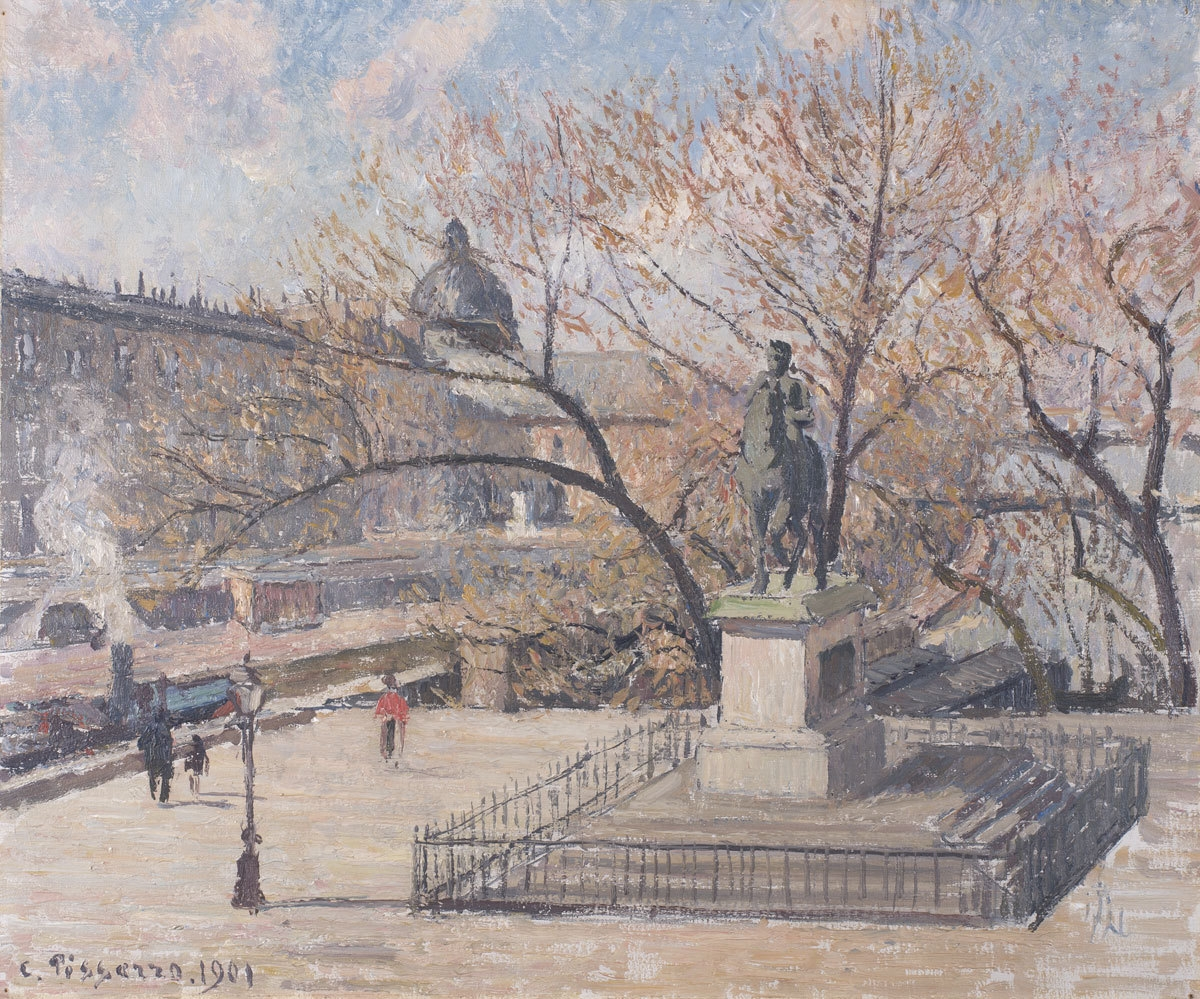
Statue d’Henri IV et hôtel de la Monnaie, matin, soleil
Camille Pissarro, 1901
MuMa, Le Havre

- Albert Lebourg, Le Pont des Arts et l'Institut de France : effet de soleil au matin, vers 1900, huile sur toile, Paris, palais de l'Institut.
- Camille Pissarro dans son tableau de 1901 Statue d’Henri IV et hôtel de la Monnaie, matin, soleil, conservé au MuMa du Havre, montre le Dôme, derrière l'Hôtel de la Monnaie. Il peint à cette époque depuis son logement du 28 Place Dauphine, à la pointe de l'île de la Cité.
- Jean-François Raffaëlli, L'Institut, huile sur toile, Paris, Petit Palais.

#### Ouvrages
- Léon Aucoc, L’Institut de France : lois, statuts et règlements concernant les anciennes Académies et l’Institut de 1635 à 1889, Paris, Imprimerie nationale, 1889, CCVIII-451 p., in-8° (lire en ligne).
- Léon Aucoc, L’Institut de France et les anciennes Académies, Paris, Éditions Plon, 1889, 48 p.   (Wikisource) (également disponible aux formats PDF et MOBI).
- Francisque Bouillier, L'Institut et les académies de province, Lyon, Imprimerie d'Aimé Vingtrinier, 1857 (lire en ligne).
- Charles Franquet Franqueville, Le premier siècle de l'Institut de France : 25 octobre 1795-25 octobre 1895, vol. 1, Paris, J. Rothschild, 469 p. (lire en ligne).
- Daniel Garcia, Coupole et dépendances, Paris, Éditions du moment, 2014  (ISBN 2354172648 et 978-2354172640).